# Wohnungsverweisung
Die Wohnungsverweisung (auch Wegweisung genannt) ist in Deutschland eine polizeiliche Standardmaßnahme zum Zweck der Gefahrenabwehr bei häuslicher Gewalt, die je nach Recht des Landes unterschiedlich ausgestaltet ist.

## Zweck und geschützte Rechtsgüter
Die Polizei wird berechtigt, die Person, von der die Gefahr ausgeht, aus der Wohnung und dem angrenzenden Bereich zu verweisen (Wohnungsverweisung) und die Rückkehr zu verbieten (Rückkehrverbot). Die Maßnahmen knüpfen nicht an ein besonderes Partnerschaftsverhältnis an, so dass sie auch bei bloßen Wohngemeinschaften in Frage kommen. Die Wohnungsverweisung und das Rückkehrverbot sollen flankierend bzw. vorläufig dazu dienen, gerichtliche Maßnahmen nach dem Gewaltschutzgesetz zu ermöglichen.
Die Maßnahmen richten sich gegen die Person, von der eine (gegenwärtige) Gefahr für die gefährdete Person(en) ausgeht, in der Regel für Leib, Leben oder Freiheit. Welche Rechtsgüter in welchem Umfang geschützt sind, ist je nach Landesrecht unterschiedlich: So sind beispielsweise in § 13 Abs. 2 POG (Rheinland-Pfalz) auch „bedeutende Sach- oder Vermögenswerte“ geschützt. Dagegen verwies in Nordrhein-Westfalen das Oberverwaltungsgericht Nordrhein-Westfalen auf die dortige Rechtsgrundlage, wonach solche Maßnahmen nur zur Abwehr einer von einer Person ausgehenden gegenwärtigen Gefahr für Leib, Leben oder Freiheit einer anderen Person zulässig sind. Das Gericht führte aus: „Die Wohnungsverweisung ist keine Sanktion für geschehenes Unrecht, sondern ein kurzfristig wirkendes Mittel der Krisenintervention, mit der eine aktuell drohende (erneute) körperliche Auseinandersetzung zwischen in derselben Wohnung lebenden Personen verhindert werden soll. Nach der Vorstellung des Gesetzgebers setzt sie daher grundsätzlich entweder eine Gewaltbeziehung mit konkreten Anzeichen für wiederholte Misshandlungen voraus oder eine erstmalige Gewalttat, wenn aufgrund der Intensität des Angriffs und der Schwere der Verletzungen mit einer jederzeitigen Wiederholung der Gewaltanwendung zu rechnen ist.“

## Rechtsgrundlagen
Rechtsgrundlagen sind jeweils entsprechende Spezialermächtigungen (Standardmaßnahmen) zu Wohnungsverweisung/Wegweisung und Rückkehrverbot/Betretungsverbot in den Polizeigesetzen nahezu aller deutschen Bundesländer; lediglich in Bayern wird dies auf die generelle Ermächtigung zum Platzverweis gestützt. Die speziellen Rechtsgrundlagen befinden sich in § 30 Abs. 3–5 PolG BW (Baden-Württemberg), § 29a ASOG Bln (Berlin), § 16a BbgPolG (Brandenburg), § 12 BremPolG (Bremen), § 12b SOG (Hamburg), § 31 Abs. 2 HSOG (Hessen), § 52 SOG M-V (Mecklenburg-Vorpommern), § 17a NPOG (Niedersachsen), § 34a PolG NRW (Nordrhein-Westfalen), § 13 Abs. 2 POG (Rheinland-Pfalz), § 12 Abs. 2 SPolG (Saarland), § 21 Abs. 3 SächsPolG (Sachsen), § 36 Abs. 3 SOG LSA (Sachsen-Anhalt), § 201a Abs. 1–3 LVwG (Schleswig-Holstein) und § 18 Abs. 2 PAG (Thüringen). In Bayern wird eine Wohnungsverweisung im Hinblick auf das Grundrecht auf Unverletzlichkeit der Wohnung aus Art. 13 GG über die Voraussetzungen eines (normalen) Platzverweises hinaus nur dann für zulässig gehalten, „wenn das zur Abwehr einer dringenden Gefahr für ein bedeutendes Rechtsgut erforderlich ist“.
Wurde von einem Familiengericht bereits eine einstweilige Anordnung nach dem Gewaltschutzgesetz (GewSchG) erlassen, greift im Fall einer strafbaren Zuwiderhandlung durch den Täter nach § 4 Satz 1 Nr. 1 GewSchG auch die polizeirechtliche Generalklausel zur Verhütung oder Unterbindung einer Straftat ein.

## Dauer
Die betroffene Person kann je nach landesrechtlicher Rechtsgrundlage grundsätzlich nur vorläufig für eine bestimmte Dauer der Wohnung verwiesen werden. Zum Beispiel sind das in Nordrhein-Westfalen und dem Saarland bis zu zehn Tage und die Maßnahmen können um weitere zehn Tage verlängert werden, wenn ein Antrag nach dem Gewaltschutzgesetz gestellt wurde; in jedem Fall endet die polizeiliche Maßnahme mit dem Tage der gerichtlichen Entscheidung nach dem Gewaltschutzgesetz. In Bayern, wo keine spezielle Rechtsgrundlage existiert, richtet sich die Dauer der Wohnungsverweisung danach, wann voraussichtlich mit einer gerichtlichen Regelung nach dem Gewaltschutzgesetz zu rechnen ist; dies soll zwischen 10 und 14 Tagen der Fall sein.

## Räumlicher Umfang
In der Regel erstrecken sich die Maßnahmen auf das Wohngebäude und den unmittelbar angrenzenden Bereich. In Ausnahmefällen kann die Wohnungsverweisung (erg.: und das Rückkehrverbot) nur auf bestimmte Wohn- und Nebengebäude beschränkt werden. Dies ist insbesondere der Fall, wenn die betroffene Person in ihrer Wohnung ihrem Beruf nachgeht und ihre Anwesenheit im Betrieb für den Erhalt der wirtschaftlichen Existenzgrundlagen unerlässlich ist, beispielsweise bei einer häuslichen Werkstatt oder einem bäuerlichen Familienbetrieb.

## Durchsetzbarkeit
Sofern die Wohnungsverweisung und das Rückkehrverbot von sofort Polizeivollzugsbeamten angeordnet werden, liegen unaufschiebbare Anordnungen vor, gegen die Widerspruch und Anfechtungsklage keine aufschiebende Wirkung haben (§ 80 Abs. 2 Satz 1 Nr. 2  VwGO). Sofern die Maßnahmen von einer Behörde angeordnet werden, kann diese die sofortige Vollziehbarkeit anordnen (§ 80 Abs. 2 Satz 1 Nr. 4 VwGO). Auch wenn die Polizeivollzugsbeamten nicht sofort ein Rückkehrvorbot anordnen (weil beispielsweise der Gefährder erst einer Ingewahrsamnahme unterzogen wird oder die Wohnung bereits verlassen hat), so liegt keine unaufschiebbare Anordnung mehr vor und die sofortige Vollstreckbarkeit müsste ausdrücklich schriftlich angeordnet und begründet werden.
Daher können die Maßnahmen in der Regel sofort vollstreckt werden. Hier ist an die Verhängung eines Zwangsgeldes zu denken. Sofern sich die gefährliche Person nicht aus der Wohnung begibt und andere Zwangsmittel keinen Erfolg versprechen, kann unmittelbarer Zwang eingesetzt werden und die Person mit Gewalt aus der Wohnung gebracht werden.

## Rechtsschutz

### Beteiligung des Opfers bzw. Gefährders
Teilweise geht gegen die Maßnahmen auch durch das Opfer selbst im Rechtsschutz vor. Dieses wird jedoch nicht immer für zulässig gehalten.
Selbst wenn dies keine unabdingbare Entscheidungsvoraussetzung (Sachentscheidungsvoraussetzung) ist, so kann für die jeweils anderen Personen (Opfer bzw. mutmaßlich gefährliche Person) auch eine Beiladung in Betracht kommen (im Ermessen des Gerichts nach § 65 Abs. 1 VwGO oder sogar verpflichtend nach § 65 Abs. 2 VwGO).

### Rechtsweg
Selbst wenn die gefährliche Person bereits eine Straftat verübt haben sollte, so geht es bei einer Wohnungsverweisung den anordnenden Beamten darum, weitere Straftaten und Rechtsgutsverletzungen zu vermeiden. Es handelt sich daher um Maßnahmen der Gefahrenabwehr, für die der Rechtsweg zu den Verwaltungsgerichten eröffnet ist. Dies gilt mangels anderweitiger Regelung selbst dann, wenn sich wegen folgender zivilgerichtlicher Maßnahmen nach dem Gewaltschutzgesetz kurz hintereinander zwei verschiedene Gerichte mit dem Konflikt beschäftigen werden.

### Eilrechtsschutz
Angesichts der kurzen Dauer der Maßnahmen kommt dem Vorläufigen Rechtsschutz besondere Bedeutung zu. Bei einer unaufschiebbaren Anordnung von Polizeivollzugsbeamten geht der Antrag darauf, die aufschiebende Wirkung von Widerspruch und Anfechtungsklage (erstmals) anzuordnen (§ 80 Abs. 5 Satz 1 Alt. 1 VwGO), bei sonst einer von Polizeivollzugsbeamten oder von einer Behörde angeordneten vorläufigen Vollstreckbarkeit der Maßnahme geht der Antrag darauf, die aufschiebende Wirkung dieser Rechtsbehelfe wiederherzustellen (§ 80 Abs. 5 Satz 1 Alt. 1 VwGO).
Zu der Begründetheit der Maßnahme nimmt das Gericht eine kurze summarische Prüfung vor. Dabei wird nicht immer die voraussichtliche Rechtsmäßigkeit der Maßnahme geprüft, sondern wegen der Kürze der Zeit oft nur eine Folgenabwägung vorgenommen. Dies wurde vom Bundesverfassungsgericht (BVerfG) für zulässig gehalten.

### Hauptsacherechtsschutz
In der Hauptsache ist wegen der Kürze der Maßnahmen und der inzwischen eintretenden Erledigung die Fortsetzungsfeststellungsklage analog § 113 Abs. 1 Satz 4 VwGO die statthafte Klageart. Dabei kann sich das besondere  Fortsetzungsfeststellungsinteresse entweder aus der Wiederholungsgefahr ergeben. Falls aber beispielsweise die mutmaßlich gefährliche Person sich schon eine andere Wohnung gesucht hat, so wird regelmäßig schon wegen ein tiefgreifender Grundrechtseingriff anzunehmen sein, der auch ein solches besonderes Feststellungsinteresse begründen wird (möglicherweise betroffene Grundrechte sind die allgemeine Handlungsfreiheit, die Freizügigkeit, die Unverletzlichkeit der Wohnung und in das Eigentumsgrundrecht, dessen Schutzbereich auch das Besitzrecht des Mieters einer Wohnung umfasst). Zudem würde sich sonst wegen der kurzen Dauer der Maßnahmen die gerichtliche Überprüfung auf die bloß summarische Überprüfung im Eilverfahren beschränken, was mit dem Gebot effektiven Rechtsschutzes nicht zu vereinbaren wäre.

## Weiteres
Die Maßnahmen kommen bei allen Arten von Lebens- und Wohngemeinschaften (Partner, Kinder, Eltern) in Betracht – ungeachtet von Verwandtschaftsgrad, sexueller Orientierung oder Eigentumsverhältnissen.
Die Befolgung der Wohnungsverweisung bzw. des Rückkehrverbotes wird meistens in dem Zeitraum mindestens einmalig bis mehrfach durch die Polizei kontrolliert.
Die Wohnungsverweisung und das Rückkehrverbot erfolgen, um den Gewaltkreis zu unterbrechen und
- die alleinige Überlassung einer zuvor gemeinsam genutzten Wohnung zu regeln.
- sonstige Kontakt- und Näherungsverbote durch das Amtsgericht/Familiengericht verfügen zu lassen (Maßnahmen nach dem Gewaltschutzgesetz).[1]
- Maßnahmen zum Schutz gegen Nachstellungen zu treffen.
- der/den gefährdeten Person(en) Hilfe- und Beratungsstellen zu vermitteln.

Selbst nach einer Versöhnung der gefährdeten und der betroffenen Person wird das Rückkehrverbot aufrechterhalten. Einmal angeordnet muss die Frist beachtet werden.